# Master Class
Master Class és una obra del 1995 del dramaturg estatunidenc Terrence McNally, que presentava una classe magistral fictícia de la cantant d'òpera Maria Callas cap al final de la seva vida, en la dècada del 1970. Com a tal, l'obra compta amb música vocal incidental de Giuseppe Verdi, Giacomo Puccini, i Vincenzo Bellini. L'òpera es va estrenar a Broadway en 1995, amb les estrelles Zoe Caldwell i Audra McDonald guanyadores dels premis Tony.

## Argument
La diva d'òpera Maria Callas, una pedagoga glamurosa, exigent, càustica i sorprenentment divertida, organitza una classe magistral de cant. Alternativament disgustada i impressionada pels estudiants que desfilen davant d'ella, es retroba en records sobre les glòries de la seva pròpia vida i carrera. Hi ha els seus anys més joves com un aneguet lleig, el seu odi ferotge cap a les seves rivals, la premsa imperdonable que va criticar acarnissadament les seves primeres actuacions, els seus triomfs a La Scala i la seva relació amb Aristòtil Onassis. Culmina amb un monòleg sobre el sacrifici pres en nom de l'art.

## Història de la producció
L'obra fou representada originàriament per la Philadelphia Theatre Company el març de 1995 al Mark Taper Forum i al Kennedy Center.
L'obra es va estrenar a Broadway al John Golden Theatre el 15 de novembre de 1995 i clausurada el 29 de juny de 1997 després de 598 actuacions i dotze preestrenes. Dirigida per Leonard Foglia, el repartiment original incloïa Zoe Caldwell (Callas), Audra McDonald (Sharon), Karen Kay Cody, David Loud, Jay Hunter Morris, i Michael Friel. Patti LuPone (des de juliol de 1996) i Dixie Carter (des de gener de 1997) que substituïren Caldwell com a Callas, Matthew Walley va substituir Morris i Alaine Rodin va substituir McDonald posteriorment. LuPone va interpretar el paper a la producció West End al Queens Theatre, estrenada l'abril de 1997 i Faye Dunaway va interpretar el paper en la gira estatunidenca en 1996.
Master Class fou representada al Kennedy Center del 25 de març de 2010 al 18 d'abril de 2010, dirigida per Stephen Wadsworth i interpretada per Tyne Daly com a Callas. L'obra es va reestrenar a Broadway en una producció del Manhattan Theatre Club al Samuel J. Friedman Theatre, que va tenir lloc des del 14 de juny de 2011 (previsualitzacions) fins al 4 de setembre de 2011 per a 70 representacions regulars i 26 previsualitzacions. Dirigida per Stephen Wadsworth, el repartiment va comptar amb Tyne Daly com Callas, amb Sierra Boggess com Sharon i Alexandra Silber com Sophie. Aquesta producció es va traslladar al West End al Vaudeville Theatre de gener a abril de 2012, amb Daly com a Callas i Naomi O'Connell com a Sharon.
Una producció en gira del Regne Unit del 2010/11, fou protagonitzada per Stephanie Beacham com Callas
Es va produir una traducció al francès Master Class – La leçon de chanten 1997 protagonitzada oer Fanny Ardant com a Callas i dirigida per Roman Polanski.
En 1997, Norma Aleandro va interpretar el paper de Maria Callas al Teatro Maipo fr Buenos Aires dirigida per Agustín Alezzo. El 2012, Aleandro i Alezzo van representar una nova versió de l'obra.
El 1997 es va produir a Austràlia protagonitzada per Robyn Nevin com a Callas. Nevin va interpretar ek oaoer a Brisbane i Sydney. Amanda Muggleton va fer de Callas a Adelaide en 1998 i Melbourne en 1999. Muggleton va interpretar el paper el 2001/02 en la gira australiana i va guanyar el premi Helpmann de 2002 a la millor actriu en una obra.
El 2014, Maria Mercedes va tornar a reviure la seva obra a Austràlia amb una aclamació crítica: "És una actuació impressionant per qualsevol mesura". Va ser nominada a diversos premis, guanyant el Green Room Award per a intèrpret femení de Teatre independent. És la primera vegada en teatre professional que una dona d'ascendència grega ha interpretat Maria Callas. La producció es va traslladar a Sydney l'agost de 2015, abans de tornar a Melbourne al setembre.
El 2018 i 2019 va tenir lloc una producció de Master Class a Atenes, al teatre Dimitris Horn amb l'aclamada actriu grega Maria Nafpliotou en el paper principal. La producció també ha rebut aclamacions crítiques i al febrer de 2019 comptava amb 125 actuacions esgotades consecutives.

## Recepció crítica
Ben Brantley, en la seva crítica de l'estrena del 2011 a Broadway per The New York Times va escriure que, encara que Master Class no és "una obra gaire bona", sentia que Tyne Daly "transforma aquest guió en un dels retrats més embruixats que he vist de la vida després de l'estrellat."

## Premis i nominacions
Master Class va guanyar el 1996 Premi Drama a una obra nova destacada i el premi Tony a la millor obra. Zoe Caldwell va guanyar el 1996 el premi Tony per a actriu en obra de teatre, i Audra McDonald va guanyar el premi Tony de 1996 per a actriu destacada en una obra de teatre.
La reestrena del 2011 va rebre una nominació al Premi Tony del 2012 a la millor reestrena d'una obra de teatre.
Fou representada en castellà l'any 1998 sota direcció de Mario Gas i protagonitzada per Núria Espert i Romero Fou guardonada amb el Fotogramas de Plata 1998 Millor actriu de teatre.